# Monophyllaea andersonii
Monophyllaea andersonii är en tvåhjärtbladig växtart som beskrevs av Brian Laurence Burtt. Monophyllaea andersonii ingår i släktet Monophyllaea och familjen Gesneriaceae. Inga underarter finns listade i Catalogue of Life.